# Visone
Visone (piemontesisch Visòn) ist eine Gemeinde in der italienischen Provinz Alessandria (AL), Region Piemont.

## Lage und Einwohner
Die Gemeinde Visone liegt 35 km südwestlich von der Provinzhauptstadt Alessandria und knapp 5 km südöstlich von Acqui Terme, an der Mündung der Visone in die Bormida. Das im Alto Monferrato liegende Gemeindegebiet umfasst eine Fläche von 12,5 km² und hat 1180 (Stand 31. Dezember 2023) Einwohner. Die Gemeinde Visone hat einen Bahnhof an der Bahnstrecke Asti–Genua.
Die Nachbargemeinden sind Acqui Terme, Grognardo, Morbello, Morsasco, Prasco und Strevi.

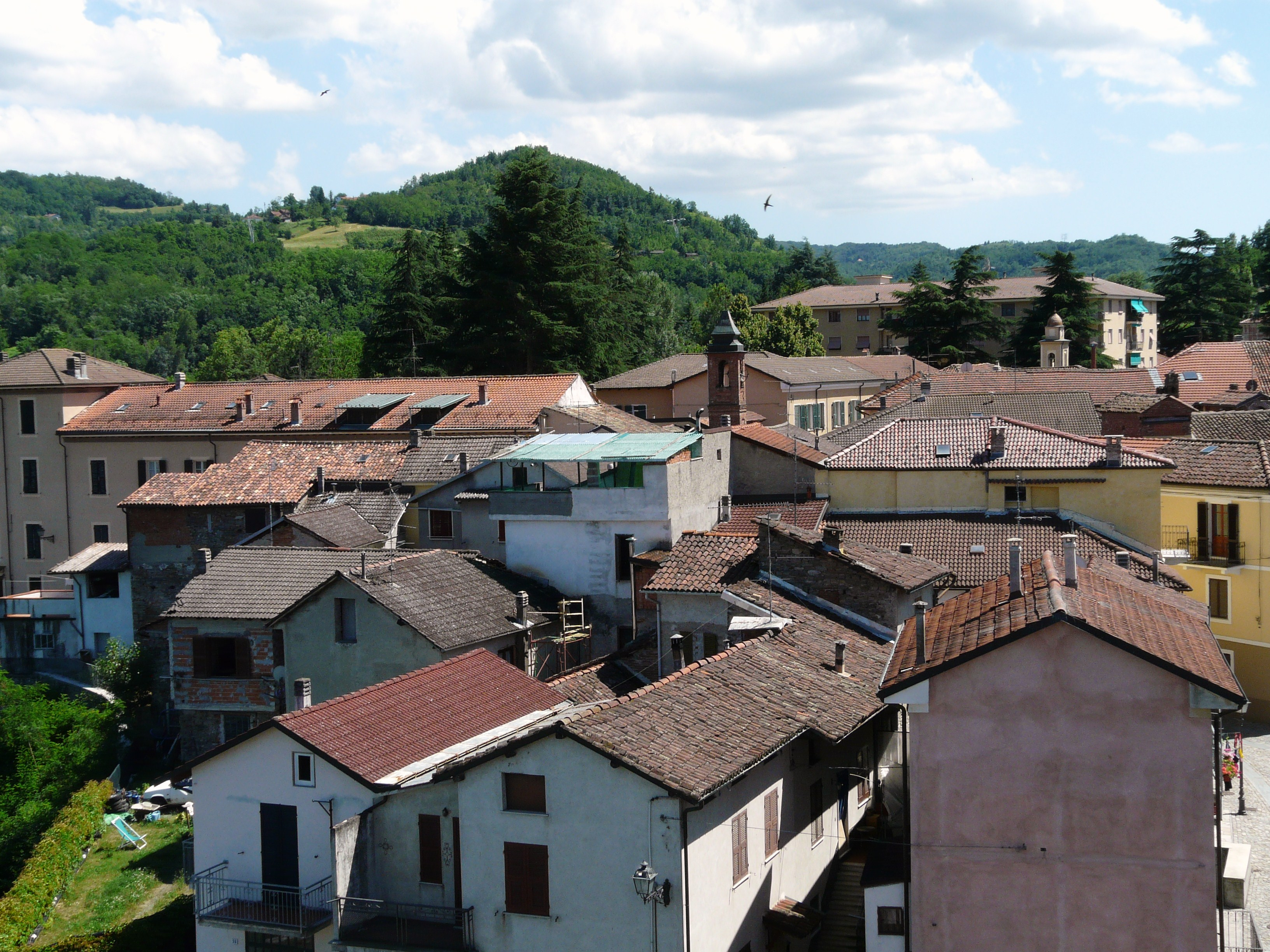
Panorama

## Geschichte

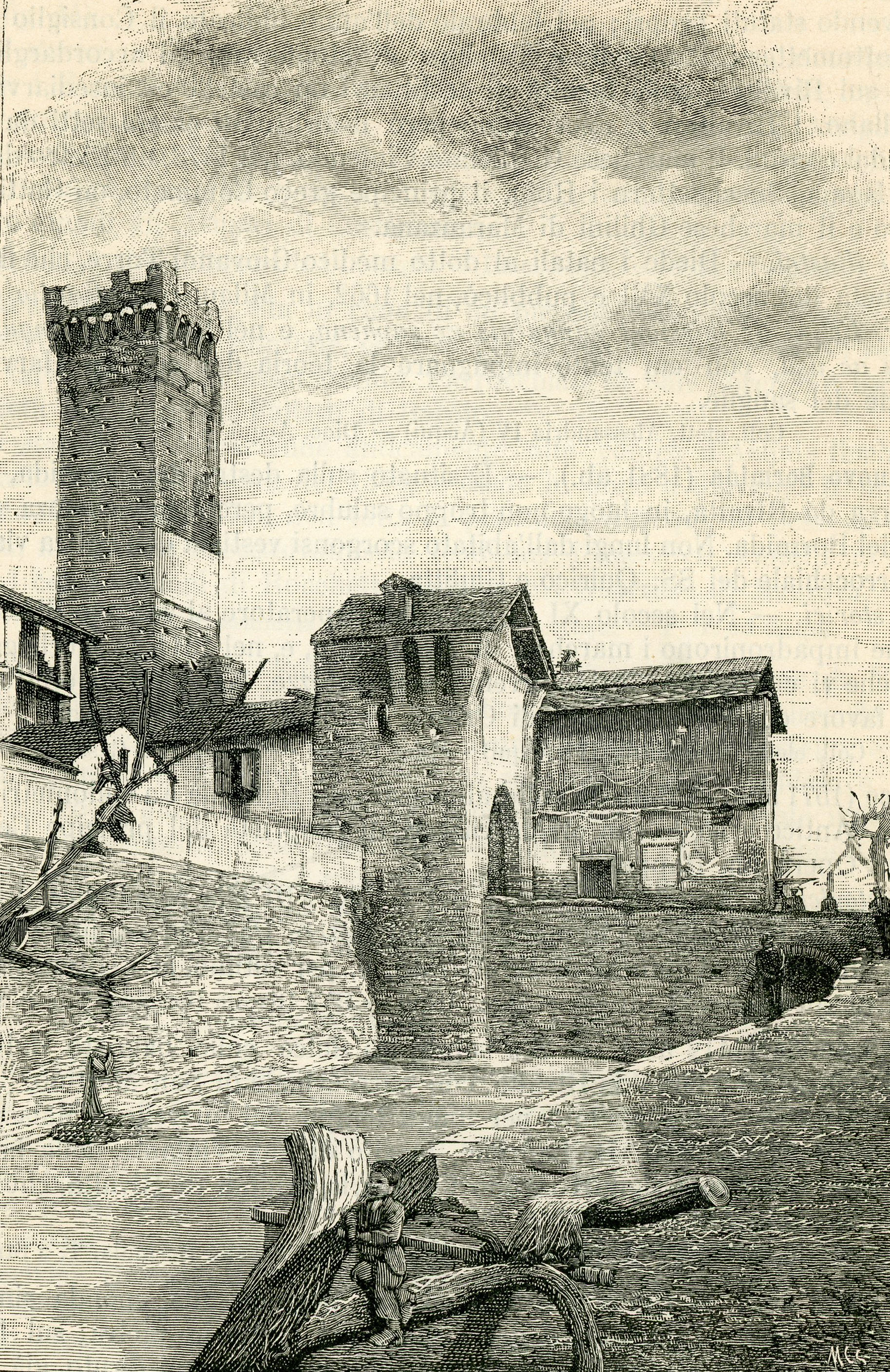
Der Turm 1890

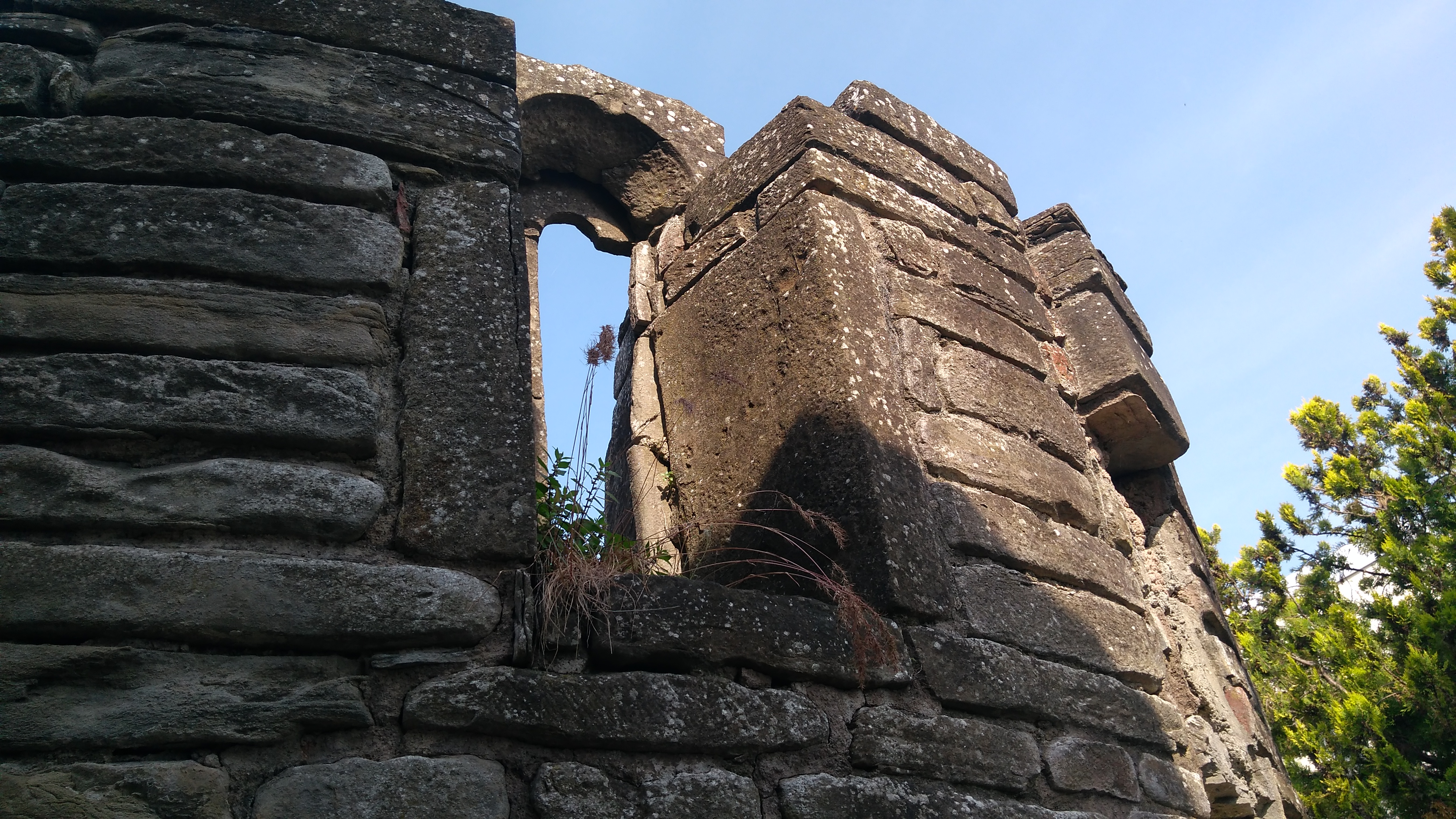
Die Reste der romanische Apsis

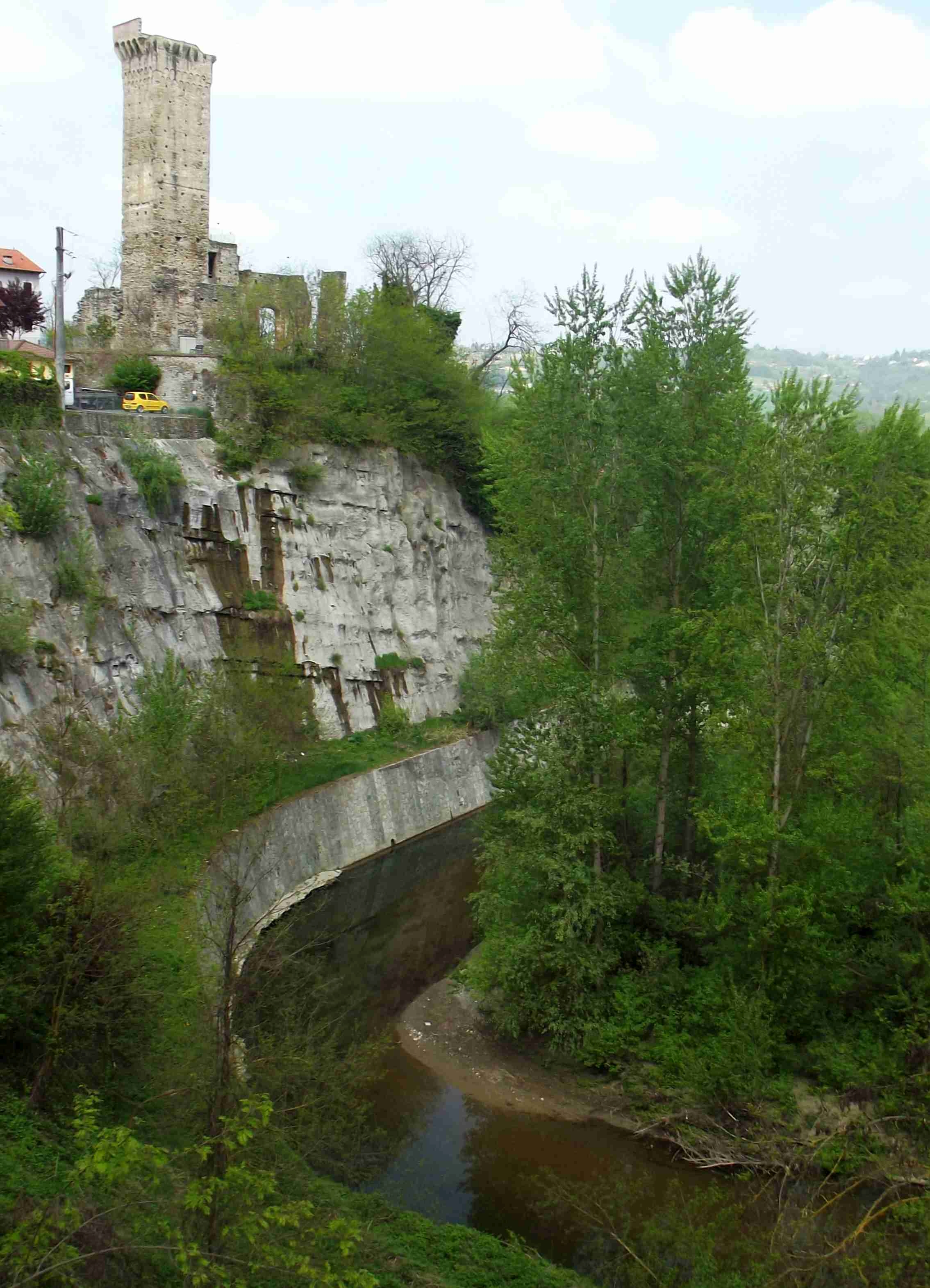
Der Fluss Visone und der Turm von Visone

Der Ortsname wird erstmals 991 als Vidisione bezeugt. Anschließend werden auch die Namen Vidixone, Vidisonus, Viisonis und Vixonus dokumentiert. Seine Etymologie findet sich im Personennamen germanischen Ursprungs Widisione oder Guidisione.
Die Siedlung wurde im Mittelalter gegründet und erstmals im 10. Jahrhundert in der Gründungsurkunde der Abtei San Quintino di Spigno Monferrato erwähnt, die zum Acqui-Komitee gehörte. Nachdem es Teil des Besitzes des Marquis Aleramo geworden war, ging es später in die Hände seiner Nachkommen aus den Zweigen Ponzone und Bosco, Melazzo, Vasto und Sezzadio über, aus denen die Visone-Herrschaft hervorging. Im Jahr 1039 wurde es Teil des Territoriums, der den Herren von Melazzo gehörte, von San Guido, Bischof von Acqui, dem Episkopat von Acqui geschenkt. Während ein Jahrhundert später der Teil der Monferrato-Domäne in ein Lehen umgewandelt wurde und als solches galt der Familie Malaspina vom Marquis Bonifacio verliehen.
Im 17. Jahrhundert gelangte es in die Hände der Familie Centurione aus Morsasco und Castelnuovo. 1861 verursachte eine Überschwemmung und der daraus resultierende Überlauf des Flusses Bormida einen Erdrutsch in dem alten Dorfteil, das Malborghetto hieß, an dem viel Häuser und die Kirche Santa Maria delle Grazie del Borgo schwer beschädigt wurden, und veränderte das Erscheinungsbild grundlegend. Die Eisenbahnlinie Acqui – Ovada wurde am 18. Juni 1893 eingeweiht und im folgenden Jahr nach Genua verlängert, somit hatte Visone eine direkte Verbindung zu den beiden Städten.
Im Jahr 1929 wurde Visone in die Gemeinde Acqui eingegliedert. Ab dem 1. Januar 1948 erlangte sie ihre Autonomie wieder.

## Sehenswürdigkeiten
- Ein Teil der Mauern des alten befestigten Dorfes aus dem 11. Jahrhundert.
- Der zinnenbewehrte Turm Malaspina aus dem 14. Jahrhundert. Der Turm wird auch im Wappen abgebildet. Neben dem Turm befindet sich noch ein Tor, ein Überbleibsel der Mauern des alten befestigten mittelalterlichen Dorfes, das seinerzeit als eines der bedeutendsten feudalen Bauwerke des unteren Piemont galt.[4]
- Das im 16. Jahrhundert erbaute Rossi-Haus mit einer mit Fresken verzierten Renaissance-Loggia.
- Die Pfarrkirche St. Peter und Paul.
- Die Kirche San Rocco.
- Die Kirche Santa Croce.
- Die romanische Apsis, die auf dem Friedhof besichtigt werden kann, ist Teil einer heute zerstörten Kirche, die dem Heiligen Petrus geweiht ist.[5]

## Kulinarische Spezialitäten
In Visone werden Reben für den Dolcetto d’Acqui, einen Rotwein mit DOC Status angebaut. Die Beeren der Rebsorten Spätburgunder und/oder Chardonnay dürfen zum Schaumwein Alta Langa verarbeitet werden. Die Muskateller-Rebe für den Asti Spumante, einen süßen DOCG-Schaumwein mit geringem Alkoholgehalt sowie für den Stillwein Moscato d’Asti wird hier ebenfalls angebaut. Aus der Rebsorte Brachetto wird der liebliche Schaumwein Brachetto d’Acqui hergestellt. In Visone werden ebenfalls Reben der Sorte Barbera für den Barbera del Monferrato, einen Rotwein mit DOC Status angebaut.